# Bouzian El Kalaï
Bouzian El Kalaï (1838-1876) est un résistant Algérien considéré comme bandit d'honneur par l'Occupation française, originaire de Kalaa, près de Mohammadia (anciennement Perrégaux dans l'Algérie coloniale).

## Biographie
Bouzian el Kalaï est un khammès originaire de Kalaa dans les monts des Beni-Chougrane dans le département d’Oran. Condamné par une commission disciplinaire à un an de prison, il s’évade du pénitencier de Boukhanefis où il effectue sa peine en 1863. À partir de 1867, il est signalé comme l’auteur de divers vols et assassinats. Il acquiert la réputation de véritable chef de bande à partir de 1872 en s’attaquant notamment à des Européens à partir de cette période. 
Ces attaques ont lieu dans un contexte de transformation profonde de la région sous l'effet de la colonisation. En 1864, 24 100 ha de la plaine au nord des Beni Chougrane, plaine de l'Habra et de la Macta, sont acquis par une société dirigée par Jules Cahen. Le territoire est en partie composé de marais mais également de plaines labourées et leurs possesseurs sont repoussés sur les contreforts des Beni Chougrane. La construction d'un barrage dans les années suivantes modifie également le régime d'irrigation en amont et en aval ce qui n'est pas sans conséquence sur l'agriculture de la région. Les territoires acquis par Jules Cahen puis rétrocédés à François-Hubert Débrousse (qui laisse son nom à Debrousseville) sont répartis en lots de colonisation. 
Ces transformations qui affectent en profondeur les structures ancestrales du territoire sont la toile de fond de l'avènement du grand banditisme et la rébellion contre l'ordre colonial établi . Le bandit devient alors un opposant à l'administration coloniale.
Arrêté en 1875, il est jugé, condamné à mort et finalement exécuté à Perrégaux, (actuelle Mohammadia), le 26 juillet 1876.

## Postérité
Si les documents contemporains à la vie de Bouzian el Kalaï sont peu nombreux, la postérité a perpétué sa mémoire. Dans la culture populaire locale, il est considéré comme un rebelle à la colonisation française; des chansons populaires sont interprétées à sa mémoire. Bouzian el Kalaï a en effet acquis le statut de « bandit d'honneur ». Son parcours, au cours duquel, il s'oppose à des colons européens ou à des représentants de l'administration coloniale lui a valu la réputation d'être un des premiers opposants au régime colonial. La période qui suit la conquête voit en effet plusieurs bandits, considérés comme des bandits d'honneur à l'instar de Arezki El Bachir ou Ahmed Saïd ou Abdoun par exemple, accéder à ce type de réputation. Le réalisateur Belkacem Hadjadj, lui consacre un film en 1983, primé à la Mostra de Venise.

## Filmographie
- 1983 : Bouziane-el-Kalaï de Belkacem Hadjadj  , (prix Venezia Genti, Mostra de Venise, 1984).